# Richard Genserowski
David Richard Genserowski (ur. 4 lipca 1875 w Berlinie, zm. 31 grudnia 1955 w Portland) – niemiecki gimnastyk, olimpijczyk.

## Kariera sportowa
Wziął udział w igrzyskach olimpijskich w 1900 w Paryżu. Wystąpił w konkurencji gimnastycznej. Zawody odbyły się w dniach 29–30 lipca 1900. Genserowski uzyskał wynik 238 punktów i zajął 54. miejsce (ex aequo z Williamem Pearce z Wielkiej Brytanii).
Wkrótce po igrzyskach olimpijskich wyemigrował do Stanów Zjednoczonych, gdzie był instruktorem gimnastyki najpierw w Chicago, a potem w Portland.